# 斑鰭似青鱗魚
斑鰭似青鱗魚為輻鰭魚綱鲱形目鲱科的其中一種，分布於西印度洋區，包括肯亞、桑吉巴、馬達加斯加、留尼旺等海域，體長可達8.5公分，棲息在沿海海域，成群活動。

## 擴展閱讀
維基物種上的相關：斑鰭似青鱗魚